# Люцини
Люцини (пол. Luciny, нім. Luzienhagen) — село в Польщі, у гміні Сьрем Сьремського повіту Великопольського воєводства.
Населення — 262 особи (2011).
У 1975-1998 роках село належало до Познанського воєводства.

## Демографія
Демографічна структура станом на 31 березня 2011 року:
|          | Загалом | Допрацездатний вік | Працездатний вік | Постпрацездатний вік |
| -------- | ------- | ------------------ | ---------------- | -------------------- |
| Чоловіки | 135     | 34                 | 93               | 8                    |
| Жінки    | 127     | 22                 | 82               | 23                   |
| Разом    | 262     | 56                 | 175              | 31                   |